# Lütjenwestedt
Lütjenwestedt er en kommune og en by i det nordlige Tyskland, beliggende i Amt Mittelholstein i den sydlige del af Kreis Rendsborg-Egernførde. Kreis Rendsborg-Egernførde ligger i den centrale del af delstaten Slesvig-Holsten.

## Geografi
Lütjenwestedt ligger omkring 25 km sydøst for Heide. Nord for kommunen løber Kielerkanalen, og omkring 12 km mod sydvest løber Bundesautobahn 23 fra Hamborg mod Heide. Mod nordvest løber Haaler Au langs kommunegrænsen til sit udløb i Kielerkanalen.